# Willisau
Willisau es una comuna y ciudad histórica suiza del cantón de Lucerna, capital del distrito de Willisau. Limita al norte con las comunas de Zell, Gettnau, Alberswil y Ettiswil, al noreste con Grosswangen, al sureste con Menznau, al suroeste con Hergiswil bei Willisau, y al oeste con Luthern y Ufhusen.
La comuna de Willisau es el resultado de la fusión el 1 de enero de 2006 de las comunas de Willisau-Stadt y Willisau-Land, las cuales aceptaron por votación popular el 25 de enero de 2004 de unirse en una sola entidad. El 1 de enero de 2021 la comuna de Gettnau ha fusionado con Willisau.